# Сухов, Игорь Николаевич
Игорь Николаевич Сухов (25 ноября 1929, Каменское — 1 декабря 2006) — советский и украинский хозяйственный деятель, профессор, лауреат Государственной премии СССР.

## Биография
С 1947 г. — слесарь-ремонтник металлургического комбината. В 1953 г. окончил Ждановский вечерний металлургический техникум по специальности «обработка металлов резанием». В 1961—1968 гг. — мастер, механик цеха, заместитель начальника цеха, начальник инструментально-штампового цеха Ждановского завода тяжёлого машиностроения. В этот же период окончил Ждановский металлургический институт по специальности «технология машиностроения, металлорежущие станки и инструменты». В 1968—1975 гг. — заместитель главного инженера, заместитель директора по производству того же завода.
В 1976—1987 гг. — директор (с 1978 г. — генеральный директор) производственного объединения «Лугансктепловоз». Под его непосредственным руководством была проведена полная реконструкция и модернизация завода, создана обширная социальная база (построены профилакторий для рабочих, пионерские лагеря, реконструированы объекты соцкульбыта).
Избирался депутатом Верховного Совета Украинской ССР X и XI созывов.
С 1987 по 2006 г. — профессор кафедры технологии машиностроения Восточноукраинского университета имени В. Даля.

## Награды
- орден Октябрьской Революции
- орден Трудового Красного Знамени
- орден «Знак Почёта»
- Юбилейная медаль «За доблестный труд. В ознаменование 100-летия со дня рождения Владимира Ильича Ленина»
- медаль «Ветеран труда»
- Государственная премия СССР
- нагрудный знак ВЦСПС «За активную работу по механизации ручных работ»
- три медали ВДНХ СССР «За достигнутые успехи в развитии народного хозяйства СССР»
- юбилейная медаль «Маршал Советского Союза Жуков»
- Почётная грамота Президиума Верховного Совета УССР
- заслуженный машиностроитель Украины
- Почётный гражданин г. Луганска (май 1996)[2]
- Почётный гражданин Луганщины (звание присвоено решением Луганского областного совета от 22.08.2002 № 3/2)
- Почётный железнодорожник Украины
- Почётный работник Министерства тяжёлого и транспортного машиностроения[2]
- «Серебряная медаль» Совета Министров Польской Народной Республики.